# IC 214
IC 214 је спирална галаксија у сазвјежђу Кит која се налази на листи објеката дубоког неба у Индекс каталогу.
Деклинација објекта је + 5° 10' 34" а ректасцензија 2h 14m 5,7s. Привидна величина (магнитуда) објекта IC 214 износи 14,0 а фотографска магнитуда 14,6. IC 214 је још познат и под ознакама UGC 1720, MCG 1-6-57, MK 1027, IRAS 02114+0456, CGCG 413-64, KUG 0211+049, PGC 8562.